# Trzęsienie ziemi w Nepalu (2015)
Trzęsienie ziemi w Nepalu (2015) – trzęsienie ziemi o sile 7,8 stopni w skali Richtera, które nastąpiło 25 kwietnia 2015 roku o 11:56 czasu lokalnego w nepalskim dystrykcie Lamjung. W jego wyniku śmierć poniosły 8964 osoby, a rannych zostało co najmniej 23 447 osób.

## Trzęsienie
Wstrząs główny miał siłę 7,8 stopnia w skali Richtera. Jego epicentrum znajdowało się w dystrykcie Lamjung, 77 km od Katmandu i 75 kilometrów od Pokhary. Hipocentrum znajdowało się na głębokości 18 kilometrów. Około pół godziny po pierwszym wstrząsie odnotowano kolejne o sile 6,6 stopnia w skali Richtera. Łącznie odnotowano 18 wstrząsów wtórnych o sile powyżej 4 stopni w skali Richtera.

## Skutki

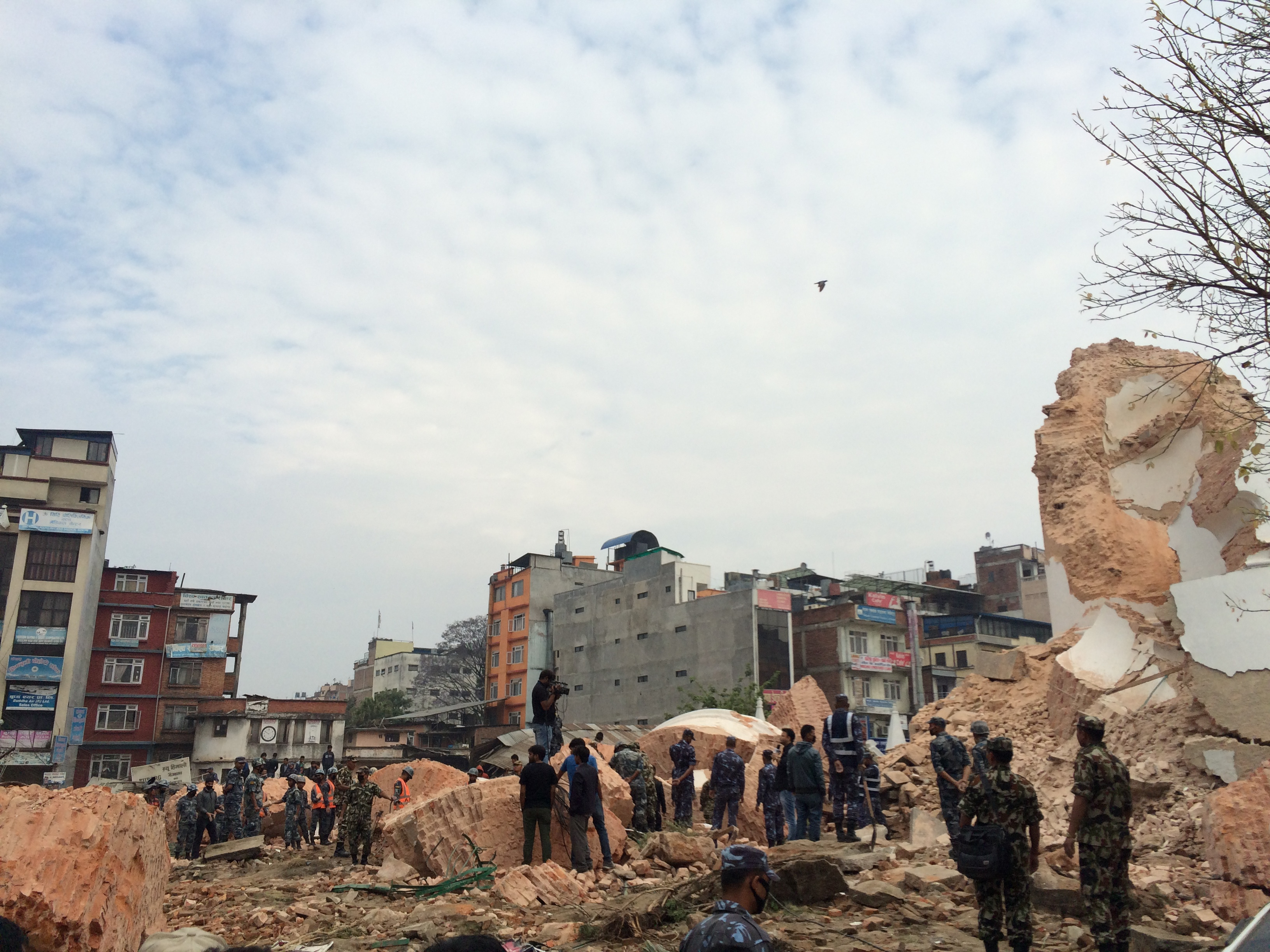
Zniszczenia po trzęsieniu

Trzęsienie ziemi spowodowało zniszczenia na terenie całego kraju, a w szczególności w stołecznym Katmandu. Całkowitemu zniszczeniu uległa zabytkowa wieża Dharahara, będąca jedną z głównych atrakcji turystycznych w Katmandu; spod jej gruzów wydobyto 180 ciał.
Trzęsienie wywołało lawinę śnieżną na Mount Evereście, która zasypała jedną z baz himalaistów, w wyniku czego zginęło 19 osób, a baza została całkowicie zniszczona. Wśród ofiar byli między innymi niemiecki geograf Matthias Kuhle, profesor Uniwersytetu w Getyndze oraz Dan Fredinburg – menedżer produktu i polityki poufności w Google X, inicjator Google Adventure.

## Akcja ratunkowa
Na terenach dotkniętych kataklizmem trwała akcja ratunkowa, która była poważnie utrudniona, gdyż zniszczonych zostało wiele dróg, a w wielu regionach została zerwana łączność telefoniczna. Nepal zwrócił się z prośbą o udzielenie pomocy do społeczności międzynarodowej. Indie jako pierwsze wysłały do Nepalu ratowników oraz pomoc humanitarną. Ministerstwo Spraw Zagranicznych Polski zadecydowało o wysłaniu do Nepalu ekipy ratowników Polskiego Centrum Pomocy Międzynarodowej.
Akcje ratunkową wspierają organizacje międzynarodowe takie jak Oxfam International, UNICEF Rescue Action, International Medical Corps, które dostarczają potrzebującym żywność, medykamenty oraz organizują zbiórki pieniędzy.